# 푸쑹현

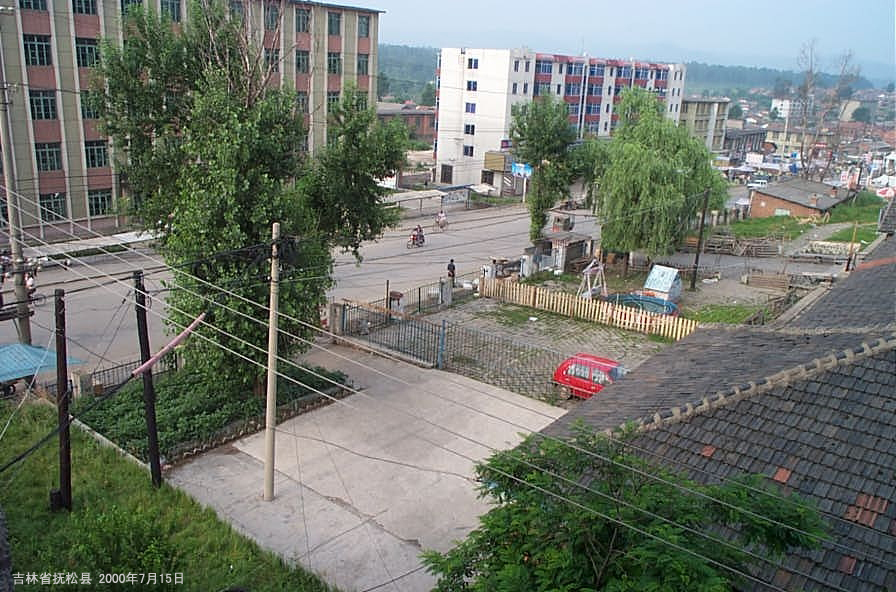

푸쑹현(한국어: 무송현, 중국어: 抚松县, 병음: Fǔsōng Xiàn)은 중화인민공화국 지린성 바이산 시의 행정구역이다. 넓이는 6150km2이고, 인구는 2007년 기준으로 300,000명이다. 푸쑹현에는 창바이산 공항이 있다.

## 기후
연평균 기온은 1.9-4.3°C이고 최저 기온은 -44.1°C까지 떨어지기도 하고 최고 기온은 34.8°C까지 오르기도 한다. 연평균 강수량은 763-834mm이다.

## 행정 구역
11개 진(镇), 3개 향(乡)을 관할한다.
- 진: 抚松镇, 松江河镇, 泉阳镇, 露水河镇, 仙人桥镇, 万良镇, 新屯子镇, 东岗镇, 漫江镇, 北岗镇, 兴参镇.
- 향: 兴隆乡, 抽水乡, 沿江乡.